# Megapodius eremita
Megapodius eremita е вид птица от семейство Megapodiidae.

## Разпространение
Видът е разпространен в Папуа Нова Гвинея и Соломоновите острови.